# نهائي كأس بلجيكا 2006
نهائي كأس بلجيكا 2006 هي المباراة النهائية من منافسة كأس بلجيكا 2005–06، أقيمت المباراة في 2006، في ملعب الملك بودوان، بين فريقي زولته فاريجيم، ونادي موسكرون، وفاز فيها زولته فاريجيم، بعد أن هزم نادي موسكرون، بنتيجة 2 - 1، وكان حكم المباراة بول أليرتس.

## تفاصيل المباراة
لعبت المباراة النهائية في 2006.
| زولته فاريجيم | 2 -1 | نادي موسكرون |
| ------------- | ---- | ------------ |
|               |      |              |